# Shady Shores (Texas)
Shady Shores kisváros az USA Texas államában, Denton megyében. Lakosainak száma 2764 fő (2020. április 1.).

## Népesség
A település népességének változása:

| 2010 | 2 612 |
| 2020 | 2 764 |